# Machaeropterus pyrocephalus
Machaeropterus pyrocephalus е вид птица от семейство Манакинови (Pipridae).

## Разпространение
Видът е разпространен в Боливия, Бразилия, Венецуела и Перу.